# Fäktning vid olympiska sommarspelen 1956
Vid olympiska sommarspelen 1956 i Melbourne avgjordes sju grenar i fäktning, sex för män och en för kvinnor, och tävlingarna hölls mellan 23 november och 5 december 1956 i St Kilda Town Hall. Antalet deltagare var 165 tävlande från 23 länder.

## Medaljfördelning
| Medaljfördelning |                |      |        |       |        |
| Placering        | Nation         | Guld | Silver | Brons | Totalt |
| 1                | Italien        | 3    | 2      | 2     | 7      |
| 2                | Ungern         | 2    | 1      | 1     | 4      |
| 3                | Frankrike      | 1    | 1      | 2     | 4      |
| 4                | Storbritannien | 1    | 0      | 0     | 1      |
| 5                | Polen          | 0    | 2      | 0     | 2      |
| 6                | Rumänien       | 0    | 1      | 0     | 1      |
| 7                | Sovjetunionen  | 0    | 0      | 2     | 2      |

## Medaljörer

### Herrar
| Gren                    | Guld | Silver | Brons                                                                                                   |
| Värja Detaljer...       | Carlo Pavesi · Italien | Giuseppe Delfino · Italien | Edoardo Mangiarotti · Italien                                                                           |
| Värja lag Detaljer...   | Italien · Giuseppe Delfino · Franco Bertinetti · Alberto Pellegrino · Giorgio Anglesio · Carlo Pavesi · Edoardo Mangiarotti    | Ungern · Bela Rerrich · Ambrus Nagy · Barnabas Berzsenyi · Jozsef Marosi · József Sákovics · Lajos Balthazár                       | Frankrike · Yves Dreyfus · Rene Queyroux · Daniel Dagallier · Claude Nigon · Armand Mouyal              |
| Florett Detaljer...     | Christian d'Oriola · Frankrike                                                                                                 | Giancarlo Bergamini · Italien | Antonio Spallino · Italien                                                                              |
| Florett lag Detaljer... | Italien · Vittorio Lucarelli · Luigi Carpaneda · Manlio Di Rosa · Giancarlo Bergamini · Antonio Spallino · Edoardo Mangiarotti | Frankrike · Bernard Baudoux · Rene Coicaud · Claude Netter · Roger Closset · Christian d'Oriola · Jacques Lataste                  | Ungern · Lajos Somodi · Jozsef Gyuricza · Endre Tilli · Jozsef Marosi · Mihaly Fülöp · József Sákovics  |
| Sabel Detaljer...       | Rudolf Kárpáti · Ungern | Jerzy Pawłowski · Polen | Lev Kuznetsov · Sovjetunionen                                                                           |
| Sabel lag Detaljer...   | Ungern · Attila Keresztes · Aladár Gerevich · Rudolf Kárpáti · Jenö Hamori · Pál Kovács · Dániel Magay                         | Polen · Zygmunt Pawlas · Jerzy Pawłowski · Wojciech Zabłocki · Andrzej Ryszard Piątkowski · Marian Zygmunt Kuszewski · Ryszard Zub | Sovjetunionen · Jakov Rylskij · David Tysjler · Lev Kuznetsov · Jevgenij Tjerepovskij · Leonid Bogdanov |

### Damer
| Gren                | Guld                           | Silver                | Brons                     |
| Florett Detaljer... | Gillian Sheen · Storbritannien | Olga Orban · Rumänien | Renée Garilhe · Frankrike |

## Deltagande nationer
Totalt deltog 165 fäktare (142 män och 23 kvinnor) från 23 länder vid de olympiska spelen 1956 i Melbourne.
| | | |  |
| - Argentina (1) - Australien (21) - Belgien (6) - Colombia (1) - Danmark (1) - Finland (2) - Frankrike (18) - Indonesien (1) | - Italien (19) - Japan (1) - Kanada (1) - Luxemburg (4) - Mexiko (3) - Polen (6) - Rumänien (2) - Sovjetunionen (20) | - Storbritannien (9) - Sverige (5) - Tyskland (1) - Ungern (18) - Uruguay (1) - USA (18) - Österrike (1) |  |